# Helen Jackson
Helen Jackson (fl. XIX secolo) è stata una tennista britannica.
Nel 1895 ottiene il suo miglior risultato arrivando in finale al Torneo di Wimbledon, perdendo 7-5, 8-6 da Charlotte Cooper.